# Аксисы
Аксисы — это род оленей, обитающих в Южной и Юго-Восточной Азии. Как в настоящее время определено большинством авторитетных источников, в род входят четыре вида.

## Виды
После третьего издания Mammal Species of the World 2005 года, за которым также следует Американское общество маммологов, в род Axis включены 4 вида. Эти четыре вида делятся на два подрода: Axis, включающий аксиса, и Hyelaphus включающий в себя 3 других вида.
| Изображение | Научное наименование | Обычное наименование | Распространение                                                      |
| ----------- | -------------------- | -------------------- | -------------------------------------------------------------------- |
|             | Axis axis            | Аксис                | Индийский субконтинент, включая Шри-Ланку                            |
|             | Axis calamianensis   | Каламианский олень   | Каламианские острова возле Палавана, Филиппины                       |
|             | Axis kuhlii          | Олень Куля           | Остров Бавеан в Индонезии                                            |
|             | Axis porcinus        | Свиной олень         | Северные равнины Индийского субконтинента до Мьянмы, части Индокитая |